# Liste der Kulturdenkmale in Groß Wittensee
In der Liste der Kulturdenkmale in Groß Wittensee sind alle Kulturdenkmale der schleswig-holsteinischen Gemeinde Groß Wittensee (Kreis Rendsburg-Eckernförde) aufgelistet (Stand: 14. April 2025).
Die Bodendenkmale sind in der Liste der Bodendenkmale in Groß Wittensee aufgeführt.

## Legende
In den Spalten befinden sich folgende Informationen:
- Objekt-ID: die Nummer des Kulturdenkmales
- Lage: die Adresse des Kulturdenkmales und die geographischen Koordinaten. Kartenansicht, um Koordinaten zu setzen. In der Kartenansicht sind Kulturdenkmale ohne Koordinaten mit einem roten Marker dargestellt und können in der Karte gesetzt werden. Kulturdenkmale ohne Bild sind mit einem blauen Marker gekennzeichnet, Kulturdenkmale mit Bild mit einem grünen Marker.
- Offizielle Bezeichnung: Bezeichnung des Kulturdenkmales
- Beschreibung: die Beschreibung des Kulturdenkmales
- Bild: ein Bild des Kulturdenkmales

## Bauliche Anlagen
| Objekt-ID     | Lage                                          | Offizielle Bezeichnung       | Beschreibung | Bild            |
| ------------- | --------------------------------------------- | ---------------------------- | --- | --------------- |
| 6743 Wikidata | Dorfstraße 48 (54° 24′ 11″ N, 9° 46′ 6″ O)    | ehem. Schule                 | Schule am See (Grundschule des Schulverbandes Groß Wittensee/Holtsee); Alteintragung (Aktualisierung vorgesehen) - Begründung: Alteintragung (Aktualisierung vorgesehen) - Schutzumfang: Alteintragung (Aktualisierung vorgesehen) - Denkmaltyp: Bauliche Anlage | Fotos hochladen |
| 3057 Wikidata | Mühlenstraße 1 (54° 24′ 8″ N, 9° 45′ 55″ O)   | Windmühle                    | Kellerholländer von 1874 mit nachträglich angebautem Speicher aus Feldsteinen. Die Mühle ist heute wieder in Betrieb; im Anbau befinden sich ein Trauzimmer, Räume für Festlichkeiten und eine Ferienwohnung. Alteintragung (Aktualisierung vorgesehen) - Begründung: Alteintragung (Aktualisierung vorgesehen) - Schutzumfang: Alteintragung (Aktualisierung vorgesehen) - Denkmaltyp: Bauliche Anlage | Fotos hochladen |
| 3056 Wikidata | Mühlenstraße 5 (54° 24′ 11″ N, 9° 45′ 57″ O)  | Fachwerkdoppelkate           | Alteintragung (Aktualisierung vorgesehen) - Begründung: geschichtlich, städtebaulich - Schutzumfang: gesamtes Äußeres - Denkmaltyp: Bauliche Anlage | Fotos hochladen |
| 7771 Wikidata | Mühlenstraße 18 (54° 24′ 18″ N, 9° 45′ 57″ O) | Wohn- und Wirtschaftsgebäude | Alteintragung (Aktualisierung vorgesehen) - Begründung: geschichtlich, städtebaulich - Schutzumfang: gesamtes Objekt - Denkmaltyp: Bauliche Anlage | Fotos hochladen |

## Quelle
- Liste der Kulturdenkmale in Schleswig-Holstein – Kreis Rendsburg-Eckernförde

- Karte mit allen Koordinaten:
- OSM |
- WikiMap